# Metafont
METAFONT — мова програмування, яка використовується для розробки векторних шрифтів. Також це назва інтерпретатора, що виконує код METAFONT.
Цю мову програмування розробив Дональд Кнут як додаток до його друкарської системи TeX. Однією з особливостей METAFONT є те, що всі обриси символів визначаються за допомогою розвинутих геометричних описів, наприклад, можливо визначити яку-небудь крапку як перетин відрізка та кривої Безьє.
Кнут почав розробку METAFONT у 1977 році та випустив першу версію у 1979 р. Через недоліки в оригінальній мові METAFONT Кнут повністю переробляє METAFONT та випускає виправлену версію в 1984, яка використовується донині.
METAFONT можна використовувати для побудови не тільки символів шрифтів, а й будь-яких інших графічних об'єктів. Однак для складних зображень краще система MetaPost, що використовує у своїй роботі PostScript.
METAFONT найчастіше запускається без безпосередньої участі користувача. Файли DVI містять лише посилання на відповідні гарнітури шрифтів, а не самі растрові чи векторні шрифти, що можливо, наприклад, в PostScript. Отже, коли потрібно переглянути, роздрукувати або зконвертувати файл DVI, необхідний доступ безпосередньо до зображень символів в гарнітурах. Більшість дистрибутивів TeX зконфіґуровані таким чином, що недоступні шрифти з необхідною роздільною здатністю автоматично генеруються викликами METAFONT. Гарнітури потім зберігаються для подальшого використання.
Також METAFONT може працювати в інтерактивному режимі та включає команди для відображення на екрані одержуваних зображень. Кнут каже, що зараз[коли?] використовує METAFONT як свого роду калькулятор для вирішення[уточнити] складних виразів, а для математичних ілюстрацій він користується MetaPost.